# Bataclan
Bataclan (původně Ba-Ta-Clan) je koncertní sál v Paříži vystavěný v orientálním slohu. Nachází se v 11. obvodu na adrese Boulevard Voltaire č. 50. Byl postaven v letech 1864-1865 podle návrhu architekta Charlese Duvala. Jeho název odkazuje na stejnojmennou operetu Jacquese Offenbacha Ba-ta-clan. Kapacita sálu je 1498 míst.
13. listopadu 2015 byl dějištěm útoku teroristů Islámského státu, při kterém zahynulo osm desítek lidí.

## Historie
Bataclan začínal jako koncertní kavárna. V přízemí se nacházela kavárna a divadlo a v prvním patře byl taneční sál. Výzdoba byla inspirována čínským uměním. Konaly se zde komedie vaudeville, ale také koncerty. Podnik byl otevřen 3. února 1865. Během doby zde vystupovali umělci jako Aristide Bruant, Buffalo Bill a Maurice Chevalier. V roce 1926 byla budova prodána a přeměněna na kino. V roce 1933 byl Bataclan, především jeho balkony, poškozen požárem. V roce 1950 byla budova přestavěna z důvodu adaptace na nové bezpečnostní předpisy. V roce 1969 bylo kino uzavřeno a roku 1983 zde byl obnoven koncertní sál. Konají se zde rockové a popové koncerty a další hudební a divadelní akce. Dne 29. ledna 1972 zde poprvé společně vystupovali Lou Reed, John Cale a Nico, dřívější členové The Velvet Underground. Z jejich koncertu bylo pořízeno koncertní album Le Bataclan '72.
Budova byla naposledy rekonstruována v roce 2005.
13. listopadu 2015 došlo v koncertním sále ke střelbě během koncertu skupiny Eagles of Death Metal. Byl to nejkrvavější z celé série teroristických útoků, které ten den zasáhly Paříž. Zahynulo při něm osm desítek lidí.